# Irmandade Nossa Senhora do Rosário de Porto Alegre, RS
A Irmandade Nossa Senhora do Rosário, na cidade de Porto Alegre, foi uma associação religiosa formada por homens negros, fundada em 1786, sendo um dos mais antigos e importantes espaços de organização e resistência negra na cidade.

## A Irmandade Nossa Senhora do Rosário no Brasil
A Irmandade de Nossa Senhora do Rosário dos Pretos, estabelecida no Brasil colonial, constituiu-se como uma confraria religiosa formada majoritariamente por africanos escravizados e libertos, diante da exclusão sistemática das instituições religiosas dominadas pelas elites brancas. Vinculada à devoção a Nossa Senhora do Rosário, introduzida por missionários portugueses, a irmandade incorporou elementos do catolicismo popular e das tradições culturais afrodescendentes, constituindo um espaço de expressão religiosa, solidariedade comunitária e resistência simbólica. Além de funções espirituais, desempenhava papel social relevante, como a organização de sepultamentos e festividades, funcionando como um importante mecanismo de coesão e afirmação identitária no contexto da diáspora africana no Brasil. Ainda hoje, muitas dessas irmandades persistem, sendo reconhecidas como patrimônios históricos e culturais da memória afro-brasileira.

## Histórico da Irmandade Nossa Senhora do Rosário de Porto Alegre
A Irmandade de Nossa Senhora do Rosário foi fundada em 1786, em Porto Alegre, majoritariamente por membros da população negra, composta por indivíduos escravizados e libertos. Desde sua origem, a irmandade se caracterizou por integrar elementos da cultura africana com tradições do catolicismo popular, resultando em uma configuração religiosa singular em comparação com outras confrarias locais. Essa particularidade, no entanto, demandou a criação de um templo próprio que pudesse acolher tais práticas rituais, o que impulsionou a consolidação de uma das mais relevantes confrarias leigas da cidade, cuja atuação extrapolava o campo estritamente religioso.
Formada por sujeitos historicamente marginalizados, a Irmandade se destacou por articular práticas devocionais com formas de solidariedade comunitária e estratégias de inserção social nas estruturas institucionais da época. Constituiu-se, assim, como um espaço de resistência e de produção de identidades étnico-culturais. Seus integrantes souberam operar dentro dos marcos legais impostos pela Coroa e pela Igreja Católica, reinterpretando tais normas conforme suas próprias necessidades, objetivos de sobrevivência e aspirações de ascensão social. Por meio da adaptação de regras, da circulação de informações e da partilha de responsabilidades internas, a irmandade construiu um espaço de luta e resistência silenciosa diante dos processos de desumanização impostos à população negra.
A trajetória da Irmandade adquiriu novo impulso a partir de 1828, com a inauguração da Igreja do Rosário e a aprovação de seu primeiro Compromisso — documento que conferia legitimidade formal às suas ações e consolidava sua autonomia. A partir desse marco, a confraria passou a desempenhar um papel central na resistência ao cotidiano escravista, ao incluir, em sua hierarquia eclesiástica, tanto pessoas negras alforriadas quanto aquelas ainda escravizadas. Apesar da resistência de setores dominantes da sociedade da época, os africanos e seus descendentes conseguiram, mediante negociações, instituir suas próprias irmandades, construir templos, assumir cargos de liderança, competir com confrarias formadas por brancos, organizar festividades públicas e desenvolver iniciativas voltadas às necessidades de seus membros. Esse protagonismo gerou tensões com outras irmandades, em sua maioria compostas por brancos, que tentaram, sem sucesso, limitar o prestígio da Irmandade do Rosário, recusando empréstimos de paramentos ou relegando seus confrades a posições subalternas.
Com o avanço do reconhecimento social, a irmandade passou a investir na formação material e intelectual de seus membros, compreendendo a educação como uma ferramenta essencial para preparar a comunidade negra para os desafios impostos pela sociedade da época. Seus líderes também buscaram garantir a segurança e o bem-estar das futuras gerações, incentivando práticas de previdência e assistência mútua. Uma demonstração concreta desse compromisso foi a inclusão, no Compromisso de 1828, de um artigo voltado à libertação dos irmãos ainda submetidos à escravidão, evidenciando uma preocupação genuína com a emancipação plena da comunidade negra.
As ações da Irmandade contribuíram decisivamente para o surgimento de uma comunidade negra coesa, politicamente ativa e culturalmente articulada, que, entre 1870 e 1920, fundou diversas associações, clubes e periódicos, como o jornal O Exemplo. A luta empreendida por essa comunidade não se baseou em uma ruptura direta com os valores eurocêntricos nem em uma preservação inalterada da herança africana, mas sim em estratégias de negociação e síntese, combinando integração institucional e valorização da identidade negra. Nesse sentido, a Irmandade de Nossa Senhora do Rosário se constituiu não apenas como um espaço de devoção religiosa, mas também como uma ferramenta de transformação social, de afirmação da dignidade e de construção de novas possibilidades de pertencimento para a população negra em uma sociedade marcada por estruturas excludentes.

### Fases
A trajetória da Irmandade de Nossa Senhora do Rosário em Porto Alegre pode ser dividida em dois momentos fundamentais para a consolidação de um grupo diferenciado de negros na cidade. O primeiro momento se estende de sua fundação, em 1786, até o translado da imagem da padroeira para a nova igreja, em 1828. Durante esses 42 anos, os irmãos da Irmandade, apesar das adversidades, conseguiram se destacar socialmente ao assumir o controle de símbolos religiosos que antes eram privilégio exclusivo das elites brancas. Esse feito lhes conferiu prestígio e visibilidade, ao mesmo tempo em que construíram laços de solidariedade, estruturaram-se como grupo e estabeleceram metas claras, como a construção do templo próprio. Essa fase inicial foi marcada pela superação das primeiras dificuldades econômicas e pela consolidação da Irmandade como um espaço de organização e resistência negra.
O segundo momento da história da Irmandade tem início em 1828, quando o Compromisso da Confraria é oficialmente aprovado, praticamente ao mesmo tempo em que a Igreja do Rosário é finalizada. A posse de um templo próprio e de um estatuto legal conferiu à Irmandade as condições necessárias para expandir seu alcance e suas ações na comunidade. Nesse novo contexto, os membros passaram a investir mais intensamente na formação intelectual e no fortalecimento financeiro, dando os primeiros passos rumo à constituição de uma comunidade letrada e proprietária. A organização interna da Irmandade também evoluiu, com uma crescente alternância entre negros e brancos nos cargos de direção, o que reforçava sua legitimidade e ampliava sua capacidade de negociação política. Assim, a segunda fase consolidou a Irmandade não apenas como um espaço de fé, mas como um centro de promoção social e cultural para a população negra de Porto Alegre.

### Participantes
Entre os seus membros e responsáveis no decorrer de suas atividades estavam Francisco de Souza Leal (escrivão entre os anos de 1786-1829), José Antonio de Souza Leal (escrivão entre os anos de 1786-1829), Antonio José Lourenço (ocupou cargo na tesouraria entre os anos de (1855-1862), Aurélio Veríssimo de Bittencourt (escrivão e prior entre os anos de 1870, 1872 e 1875), Calixto Felizardo de Araújo (pai de dois dos fundadores do jornal O Exemplo, Espiridião e Forêncio Calisto, assumiu a tesouraria após 1880), Felippe Eustáchio (ocupou a vaga de secretário entre os anos de 1891-1898) e Arthur Paulino da Roza (secretário entre os anos de 1904-1928).

## Sociabilidade
Em Portugal, a devoção à Nossa Senhora do Rosário foi popularizada pelos dominicanos. Visto o esforço da Igreja em integrar os africanos para as associações majoritariamente brancas, os números aumentaram e acabou-se criando grupos autônomos, havendo duas irmandades dedicadas a Nossa Senhora do Rosário, uma de brancos e outra de negros, o que resultou em disputas de esmolas, na qual os brancos preferiam que existisse apenas uma irmandade, a deles, dessa forma, ainda em Portugal os brancos resolveram unir-se aos negros em suas irmandades para poder controlá-los.
No Brasil, os brancos mantiveram a separação e temiam perder suas vantagens e status. Seja em Portugal ou no Brasil, as irmandades eram vistas como uma possibilidade de escapar das condições impostas pelos seus senhores, tendo um significado de sociabilização, comunicação e de dar a dimensão de ser humano aos escravizados. O uso da irmandade como um espaço de sociabilização foi crucial para as práticas de resistência entre os irmãos negros.

## Religiosidade e resistência
A irmandade de Nossa Senhora do Rosário, tanto em Porto Alegre quanto no resto do Brasil, nasceu em meio a existência da devoção à padroeira que leva seu nome. Era um espaço de resistência e celebração à cultura afro brasileira, garantindo ao negro um espaço e identidade próprios, cultivando ritos dos países africanos no permitido espaço do culto cristão. A dança dos negros acontecia onde atualmente se encontra a Praça Marechal Deodoro, também conhecida como Praça da Matriz, em Porto Alegre, no último quartel do séc. XVIII e início do séc. XIX, pelo menos duas vezes ao ano, no Natal e um dia após, na passagem do aniversário de Nossa Senhora do Rosário dos Pretos, onde também celebravam São Benedito como padroeiro. Os  cucumbis das festas eram ensaiados no Candombe da Mãe Rita, havendo integração da irmandade com outros negros da cidade. Por serem um espaço de encontro dos negros resultou em uma manutenção de elementos da religiosidade africana, usados também como forma de mesclar ao catolicismo, ressignificando o contexto religioso brasileiro.
As festas comemoradas no dia 26 de dezembro na capital da província sulina eram grandiosas mas sempre dependeram da autorização dos poderes civis ou eclesiásticos para que ocorressem. Os gastos com as comemorações de festas da padroeira ou de rezas de terço e as procissões sempre estiveram sobre algum tipo de vigilância externa ou modelados pela Mesa Administrativa que fazia parte da hierarquia branca interna da irmandade. Um marco importante para a irmandade foi a construção da Igreja do Rosário, também conhecida pela Igreja dos Pretos, criada por uma iniciativa de negros escravizados e alforriados. Por conta da desaprovação social e político das celebrações religiosas com características africanas dentro da igreja, foi decidida a criação de uma igreja própria para estas práticas.  Esse espaço de religiosidade usado como socialização criou novos modos de resistir às opressões da escravidão, já que nas festividades não compareciam apenas negros que faziam parte da irmandade do rosário.

## Objetivos

#### Culto religioso e devoção à padroeira:
A Irmandade Nossa Senhora do Rosário promoveu a devoção a Nossa Senhora do Rosário e São Benedito, por meio de missas, procissões, festas e rezas do terço, além de manter vivas as tradições católicas mescladas com elementos da religiosidade africana. Teve papel fundamental na garantia de um espaço de culto próprio, que respeitasse as tradições da população negra. 

#### Resistência cultural e religiosa:
Foi responsável por utilizar a religiosidade como forma de resistência à opressão escravista, criando um espaço em que a população negra pudesse afirmar sua identidade étnica e espiritual. 

#### Organização e Ascensão social:
Teve papel crucial na ascensão social e reconhecimento por meio de cargos administrativos e religiosos, antes reservados apenas para brancos. Ademais, criou uma rede de apoio mútuo que promovesse solidariedade, sociabilidade e inclusão de negros — livres, libertos e escravizados — na vida pública e religiosa.

#### Assistência Mútua e Ação Social:
Desde sua fundação teve como base o amparo aos irmãos necessitados, financiando funerais, doações a viúvas e órfãos, cuidados com doentes e apoio jurídico, além de criar fundos para a libertação de irmãos ainda escravizados, como previsto no Compromisso de 1828.

#### Autonomia Institucional e Política:
A Irmandade buscava autonomia frente ao controle civil e eclesiástico, enfrentando pressões das autoridades e das irmandades brancas. Elaborar e aprovar estatutos próprios, como o Compromisso de 1828, que regulamentava as atividades internas e fortalecia a legitimidade da irmandade. 

#### Formação de uma Elite Negra e luta por cidadania:
Foi responsável por promover a constituição de uma elite negra letrada, proprietária e politicamente ativa, que entre 1870 e 1920 fundaria clubes, jornais como O Exemplo e outras associações. Integrou a comunidade negra à sociedade de forma digna, reivindicando direitos e espaço social sem romper com os valores institucionais da época, mas os reinterpretando a partir de uma ótica afrodescendente.

#### Espaço de sociabilidade e convivência comunitária:
Teve papel essencial na criação de um ambiente de encontro e convivência entre negros, que funcionava como espaço de reconhecimento mútuo, transmissão de valores e fortalecimento da identidade coletiva. Desta forma, garantia que mesmo os escravizados participassem das atividades religiosas e sociais.